# Nerax lades
Nerax lades là một loài ruồi trong họ Asilidae. Nerax lades được Walker miêu tả năm 1849. Loài này phân bố ở vùng Tân nhiệt đới.